# فلم تلفزيوني

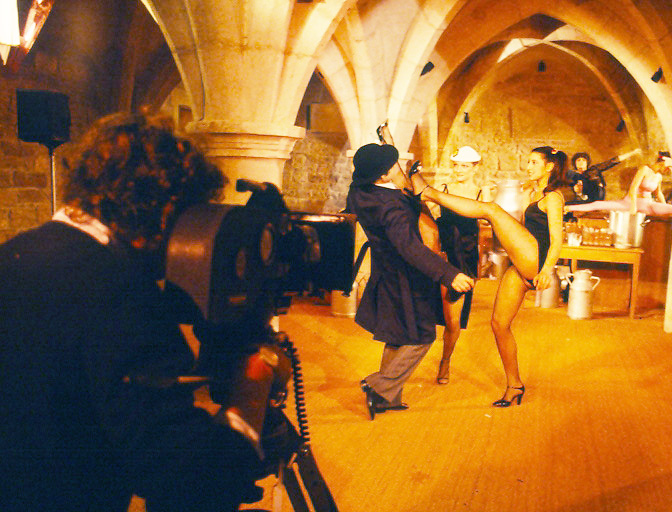

الفيلم التلفزيوني (أو فيلم معد للتلفزيون) هو فيلم طويل يعد كبرنامج تلفزيوني ينتج ويوزع أصلا من قبل شبكة تلفزيون، بالمقارنة مع العديد من الأفلام التي تنتج خصيصا للعرض في قاعات السينما.

## أصولها وتاريخها
كانت هناك سوابق أولى «للأفلام التلفزيونية»، مع أنها لا توصف بهذا الاسم بشكل محدد، مثل فيلم زمار هاملين الأرقط لعام 1957، وهو مقتبس عن قصيدة روبرت براونينغ، وبطولة فان جونسون، حيث كان أحد أوائل «المسرحيات الموسيقية العائلية» التي صورت مباشرة للتلفزيون. وأنتج عن طريق تكنيكولور، حيث كانت سابقة تلفزيونية، والتي قامت بعمليات التلوين لشبكات بعينها. (وأغلبها كانت مسرحيات موسيقية عائلية في ذاك الوقت، مثل بيتر بان عام 1954، ولم تصور ولكنها أذيعت بنقل حي وحفظت على كينسكوب. والكينسكوب هو عملية تسجيل برنامج تلفزيوني بتصويره على شاشة فيديو، وكانت هذه الطريقة الوحيدة لتسجيل برنامج تلفزيوني حتى اختراع شريط الفيديو).
كان بداية الأفلام التلفزيونية صعبة عندما قدمت الفكرة أولا إلى الشبكات الرئيسية في الخمسينات. فإنتاج الأفلام كان عملا غير مضمون ويواجه المشاركون التحديات في محاولاتهم الأولى. لم تقابل العديد من الشبكات التلفزيونية فكرة عرض الأفلام بأي ترحاب، بسبب تخوفها من حل اتفاقيات الشبكة مع الرعاة والمؤسسات الفرعية بتشجيع مدراء محطات التلفزيون بعقد اتفاقيات مستقلة مع المعلنين ومنتجي الأفلام.
كانت الشبكات التلفزيونية مسيطرة على أهم فترات ذروة المشاهدة المتاحة لبث البرامج، لذا كان على منتجي أفلام التلفزيون المستقلة أن يرضوا بفترات مشاهدة أقل. وهذا يعني إيرادات إعلانية أقل بكثير وأجور منخفضة مقارنة بالبرامج المدعومة من قبل الشبكات.
ابتكر تعبير «فيلم معد للتلفزيون» في الولايات المتحدة في أوائل الستينات كحافز للمشاهد السينمائي على البقاء في البيت ومشاهدة ما يوصف أنه يشبه للعرض الأول لفيلم مسرحي. بداية من العام 1961 كان برنامج إن بي سي ليلة السبت مع الأفلام، يعرض أفلاما تلفزيونية لأول مرة، فتبنت الشبكات الأخرى نفس الصيغة وبدأت تعرض الأفلام في يوم معين من الأسبوع، فأدى هذا إلى نقص في إنتاج الاستوديوهات السينمائية. وعموما يعتبر أول هذه الأفلام المعدة للتلفزيون هو فيلم يدعى أنظر كيف يجرون، الذي تم بثه لأول مرة على إن بي سي في 7 أكتوبر 1964. وهناك فيلم سابق بعنوان القتلة، من بطولة لي مارفين ورونالد ريغان، الذي صور كفيلم تلفزيوني، بالرغم من هذا رأت إن بي سي بأنه كان أعنف من أن يعرض على التلفزيون وأصدر عوضا عن هذا في السينما.
ويعتبر ثاني هذه الأفلام التلفزيونية، هو فيلم يدعى الرجل المشنوق من إخراج دون سيغل أذيع من قبل شبكة إن بي سي في 18 نوفمبر 1964.
كانت هذه الأفلام تشغل أوقات إذاعة بطول 90 دقيقة (متضمنة الإعلانات)، وتم تمديدها لاحقا إلى ساعتين، وتذاع عادة كمسلسل تلفزيوني أسبوعي (على سبيل المثال، فيلم الأسبوع على أيه بي سي). وقد عرضت العديد من أفلام التلفزيون الأولى نجوما رئيسيين، ومنح لبعضها ميزانيات أكبر من المسلسلات التلفزيونية العادية بنفس الطول، ومنها البرامج الدرامية الرئيسية التي تلتها.

## أمثلة
من المحتمل أن أكثر الأفلام التلفزيونية متابعة حتى وقتنا هو فيلم أيه بي سي بعنوان اليوم الذي يلي، الذي عرض في 20 نوفمبر 1983، أمام جمهور يقدر بنحو 100 مليون شخص. ويصور الفيلم أمريكا بعد حرب نووية مع الإتحاد السوفيتي، وكان مثيرا للجدل وأثيرت حوله العديد من النقاشات في وقت عرضه بسبب تصويره للعنف وموضوعه.
أحد الأفلام التلفزيونية المشهورة كان فيلم مبارزة للعام 1971، وكتبه ريتشارد ماثيسون، وأخرجه ستيفن سبيلبرغ ومثل فيه دنيس ويفر. وحقق نجاحا هائلا فتم إصداره في صالات السينما في أوروبا وأستراليا، وأصدر بشكل محدود في صالات السينما في الولايات المتحدة. وهناك فيلم أغنية بريان عام 1971 والذي عرض في السينما بعد فترة قصيرة من نجاحه على التلفزيون، وأعيد إنتاجه في عام 2001. في بعض الحالات كانت الأفلام التلفزيونية ذات محتوى أكثر وضوحا في النسخ المعدة لعرضها مسرحيا في أوروبا. مثل فيلم أسطورة ليزي بوردن، هيلتر سكيلتر، أمير بيل أير، سبكتر.
كانت العديد من الأفلام التلفزيونية في السبعينات مصدر إثارة للجدل، مثل ولدت بريئة (1974) وسارا تي – صورة مراهقة مخمورة (1975) من تمثيل ليندا بلير، بالإضافة إلى دون: صورة مراهق هارب (1976) وتكملته، ألكساندر: الجانب الآخر من دون (1977)، وعززت هذه الأفلام نجومية إيف بلامب نجمة مسلسل شلة برادي. من الأفلام الشهيرة أيضا كان فيلم قضية اغتصاب (1974) والذي صورت فيه إليزابيث مونتغومري شخصية ضحية اغتصاب.
تعامل فيلم حبيبي تشارلي (1970)، وهو من تمثيل باتي ديوك وآل فريمان الابن، مع التعصب العنصري؛ أما فيلم ذاك الصيف (1972)، من بطولة هال هولبروك ومارتن شين، فقد اعتبر أول فيلم تلفزيوني يتعامل مع موضوع الشذوذ الجنسي بطريقة غير تهديدية، بالرغم من الجدل المثار حوله. وفيلم إن كان لهذه الحيطان أن تتكلم، يتعامل مع قضية الإجهاض في ثلاثة عقود مختلفة (الخمسينات والسبعينات والتسعينيات) حقق نجاحا كبيرا، وهو صاحب أعلى تقييم بين أفلام إتش بي أو.
في أغلب الأحيان قد يعرض فيلم تلفزيوني ليكون تكملة لمسلسل تلفزيوني ناجح بعد نهايته، وقد تستعمل الأفلام التلفزيونية أيضا كحلقات أولى للمسلسلات، والتي تعرف بالحلقات التجريبية. فعلى سبيل المثال، كان فيلم بابل 5: الاجتماع بداية لسلسلة الخيال العلمي بابل 5 واعتبر منفصلا عن عرض البرنامج الاعتيادي في مدة ساعة. وبعد بابل 5 أنتجت عدة أفلام تلفزيونية تكملة أيضا ضمن نفس الاستمرارية الخيالية. كان مسلسل باتلستار غالاكتيكا قد بدأ كمسلسل قصير من جزأين والذي استمر كبرنامج تلفزيوني. في مثال آخر كان الفيلم التلفزيوني سابرينا الساحرة المراهقة الذي أطلق المسلسل التلفزيوني بنفس الاسم، ومثلت ميليسا جوان هارت الدور الرئيسي في كليهما. وقد يستخدم تعبير «فيلم تلفزيوني» أيضا في برامج لم الشمل لمسلسلات انتهت منذ زمن، كما في فيلم العودة إلى مايبيري، وعيد الميلاد مع برادي.
قد تستخدم الأفلام التلفزيونية من حين لآخر كتكملات لأفلام سينمائية ناجحة. على سبيل المثال، فإن الفيلم الأول من سلسلة أفلام مصيدة الآباء عرض في السينما. بينما عرضت الأجزاء الثلاثة اللاحقة على التلفزيون؛ وبنفس الطريقة فإن تكملات فيلم هروب منتصف الليل عرضت على التلفزيون رغم أن الفيلم الأول حقق نجاحا في السينما. هذه النوعية من الأفلام قد تصدر مباشرة إلى الفيديو؛ وهناك بعض الأفلام، مثل فيلم ديوكس أوف هازارد: البداية (الذي كان حكاية سابقة لفيلم دوقات هازارد)، والذي أصدر على دي في دي والتلفزيون، لكن لم يعرض في السينما.
نالت أفلام التلفزيون الموسيقية شعبية بين كل الأعمار. وأحد الأمثلة الأساسية هو سلسلة هاي سكول ميوزيكال والتي عرضت على قناة ديزني. وكان الفيلم الأول ناجحا جدا بحيث عرضت تكملة ناجحة في عام 2007 وتم عرض الجزء الثالث في عام 2008 في السينما بدلا من عرضه على قناة ديزني. وحقق إحدى أعلى الإيرادات في مجال الأفلام الموسيقية.
في الغالب تذاع الأفلام التلفزيونية في الشبكات الرئيسية أثناء موسم فترات مسح المشاهدات. ومثل هذه العروض نادرة جدا الآن؛ كما لاحظ كين تاكر في تقييمه لأفلام جيسي ستون التلفزيونية على سي بي إس، «أن الشبكات لم تعد تستثمر في الأفلام التلفزيونية». واستمرت عدة شبكات في هذا التراخي مثل محطة هولمارك، ساي فاي، لايفتايم، وإتش بي أو.

## الإنتاج والنوعية
مالت الأفلام التي تعدها شبكات التلفزيون الأمريكية إلى أن تكون ذات تكلفة بسيطة وجودة منخفضة؛ أما أسلوبها فيتشابه مع حلقات المسلسلات التلفزيونية الدرامية. وفي أغلبها فهي تنتج لتستغل الاهتمام الموجه نحو قصص تبرز حينها في الأخبار. وتكتب القصص على نحو تشويقي لتتزامن مع الجدول المحدد للشبكة لعض الإعلانات التجارية؛ ويتم تنسيقها لكي تملأ الوقت الذي حددته الشبكة للفيلم ولا تتجاوزه.
تميل الأفلام إلى الاعتماد على ممثلين صغار ومجموعة محددة من الخلفيات وآلات التصوير. حتى فيلم مبارزة لسبيلبرغ، ورغم أنه أنتج بشكل جيد، فقد اعتمد على فريق ممثلين صغير جدا (فما عدا ويفر، كانت كل الأدوار الأخرى ثانوية) وصور في معظمه في مشاهد خارجية في الصحراء. وتصنع الأفلام من قبل طاقم صغير، ونادرا ما تظهر بها مؤثرات خاصة مكلفة. وكان مطلوبا من استوديوهات التلفزيون أن تسلم الأفلام في صيغة فيلم 35 مليمتر، وإن كان تصويرها أقل تكلفة على الفيديو. وتم استخدام تقنيات مختلفة لتبطين أفلام التلفزيون بميزانيات منخفضة ونصوص مختلفة، ومنها ما يستخدم في الأغاني المصورة مثل المونتاج والفلاشباك أو اللقطات المكررة أو لقطات الحركة البطيئة (وأحيانا تتم المبالغة فيها كما في فيلم عجلات الرعب من إنتاج شبكة يو إس أيه). على الرغم من هذا، فإن صيغة الفيديو الرقمية 24 بكسل أدخلت بعض التحسينات على سوق الأفلام التلفزيونية.

## حلقات تلفزيونية طويلة
من حين لآخر، قد يستعمل مسلسل تلفزيوني كقاعدة لإنتاج فيلم تلفزيوني يعرض خلال فترة عرض المسلسل (وهو يخالف «أفلام لم الشمل» المذكورة أعلاه). وفي العادة فإن مثل هذه الأفلام تستخدم خاصية الكاميرا الوحيدة، حتى وإن سجل المسلسل بخاصية الكاميرات المتعددة، لكن قصته تتفرع إلى حلقات تمتد لساعة أو نصف ساعة. والعديد من هذه الأفلام تنقل ممثلي البرنامج إلى أماكن بعيدة وغريبة. وأحيانا قد يتم الإعلان عنها كأفلام، وإن كانت مجرد حلقات إضافية من البرنامج، مثل الحلقة الأولى والأخيرة من ستار تريك: الجيل القادم. أغلب هذه الأفلام تنتج وتعرض أثناء فترات المسح لجذب جمهور كبير وترفع أرقام التقييم التلفزيونية لبرنامج معين.